# Naziha al-Dulaimi
Naziha Jawdet Ashgah al-Dulaimi (in lingua araba نزيهة الدليمي; Baghdad, 1923 – Herdecke, 9 ottobre 2007) è stata una politica e attivista irachena.
Pioniera del movimento femminista iracheno, è stata la cofondatrice e presidentessa della Lega delle Donne Irachene, nonché la prima donna ministro nella storia dell'Iraq e del mondo arabo, come Ministro dei comuni dal 1959 al 1960 e come Ministro di Stato senza portafoglio nel 1960.

## Biografia

### Origini e formazione
Suo nonno aveva lasciato al-Mahmudia (tra Baghdad e Babilonia) e alla fine del XIX secolo si era stabilito a Baghdad, dove Naziha al-Dulaimi nacque nel 1923. Studiò medicina al Royal College of Medicine (annesso all'Università di Baghdad); all'età di 19 anni, fu una delle poche donne a studiare presso la scuola di medicina. Influenzata da colleghi preoccupati per la sorte del popolo e della patria, entrò a far parte della Società delle donne per la lotta al fascismo e al nazismo. In seguito, quando la società cambiò nome per diventare Associazione delle donne irachene, divenne membro del suo comitato esecutivo.

### Attivismo comunista e femminista
Nel 1941 conseguì la laurea in Medicina. Mentre era ancora una studentessa, familiarizzò con gli ideali del Partito comunista iracheno (PCI). Nominata in seno al partito nel 1947, ne divenne membro a pieno titolo nel 1948. Nel gennaio 1948, partecipò attivamente alla rivolta popolare "al-Wathbah" contro il Trattato coloniale di Portsmouth, così come ad altre lotte patriottiche.
Fu assunta all'ospedale reale di Baghdad, poi fu trasferita all'ospedale di Karkh. All'epoca venne molestata dall'apparato di sicurezza della monarchia irachena, a causa delle sue simpatie per i poveri e per le cure mediche gratuite che offriva loro nella sua clinica nel distretto di Shawakah. Dopo il trasferimento a Sulaymaniyah (in Kurdistan), la sua clinica si trasformò ancora una volta in un rifugio per pazienti indigenti, che lì ricevevano cure gratuite. Venne quindi trasferita in altre città e province (Kerbala, Oumara) come ritorsione. Questi spostamenti, tuttavia, le consentirono di osservare più da vicino le difficili condizioni in cui vivevano le persone in varie parti del Paese e la condizione delle donne irachene. Scrisse un pamphlet intitolato "La donna irachena".
Tentò di rilanciare l'Associazione delle donne irachene e, sostenuta da decine di attiviste, chiese alle autorità di creare una "Società di liberazione delle donne", ma la sua richiesta venne respinta. Naziha al-Dulaimi e le firmatarie  non si fermarono e nonostante ciò crearono questa organizzazione, cambiando il suo nome in "Lega per la difesa dei diritti delle donne irachene". La Lega fu fondata il 10 marzo 1952, includendo tra i suoi obiettivi la lotta per la liberazione nazionale e la pace nel mondo, la difesa delle donne e la protezione dei bambini.
Sotto la sua guida, la Lega (il cui nome fu successivamente cambiato in Lega delle donne irachene) si sviluppò e divenne un'organizzazione di massa dopo la rivoluzione del 14 luglio 1958. Con 42000 membri (su una popolazione totale di 8 milioni di abitanti), la Lega consentì molti progressi per le donne irachene, in particolare con la legge progressista sullo status personale n. 188 (1959). In riconoscimento del suo ruolo e dei suoi risultati, la Lega delle donne irachene divenne membro permanente del segretariato della Federazione internazionale democratica delle donne (FDIF). Naziha al-Dulaimi fu eletta nell'assemblea e nell'esecutivo del FDIF e in seguito fu nominata vicepresidente di questa organizzazione femminile comunista internazionale, diventando una figura femminile di spicco a livello internazionale, così come nel mondo arabo e nel cosiddetto "Terzo mondo".
Negli anni 1950 partecipò attivamente al Movimento per la pace in Iraq e fu nominata membro del comitato preparatorio per la Conferenza dei sostenitori della pace, tenutasi a Baghdad il 25 luglio 1954. Fu altresì membro del Consiglio mondiale per la pace.
Durante questo periodo, si adoperò per sradicare la sifilide endemica non venerea dall'Iraq meridionale.

### Prima donna ministro dell'Iraq
Dopo il rovesciamento della monarchia, nel 1959  fu nominata ministro dei comuni dal primo ministro Abdel Karim Kassem. Fu l'unica rappresentante del PCI nel governo repubblicano. Fu anche la prima donna ministro nella storia moderna dell'Iraq e la prima donna ministro del mondo arabo. Successivamente fu nominata Ministro di Stato senza portafoglio. In queste posizioni di governo, aiutò a trasformare i vasti bassifondi della Baghdad orientale con un imponente progetto di opere pubbliche e alloggi, noto come Thawra ("Rivoluzione") City, oggi Sadr City. Contribuì alla stesura della legge sugli affari civili del 1959, che precorreva i tempi sulla liberalizzazione delle leggi sul matrimonio e sulle eredità a beneficio delle donne irachene. A causa delle sue molteplici attività all'interno del Partito Comunista, fu vittima di molestie e repressioni, finché fu costretta all'esilio dall'Iraq.

### Attivismo in esilio
Tuttavia, continuò il suo attivismo comunista, diventando un membro del comitato centrale del PCI. Alla fine degli anni '70, quando la dittatura di Saddam Hussein lanciò una sanguinosa campagna contro il partito, lei era ancora un membro del segretariato del comitato centrale. Durante i suoi anni di esilio, svolse un ruolo importante nella direzione del Comitato per la difesa del popolo iracheno, creato in risposta al colpo di stato del febbraio 1963.
Negli anni '90, anziana e fragile, continuò a farsi coinvolgere nella Lega delle donne irachene. L'ultimo significato evento a cui partecipò fu un seminario sulla situazione delle donne irachene che si tenne nel 1999 a Colonia (Germania). Fu coinvolta nei preparativi del 5º Congresso della Lega delle donne irachene, ma poco prima della convocazione nel marzo 2002 , fu vittima di un accidente cerebrovascolare che la paralizzò.
Morì il 9 ottobre 2007 a Herdecke (Germania).